# Јандрија Баљак
Јандрија Баљак (Братишковци, код Шибеника, 21. новембар 1938 – Братишковци, код Шибеника, 20. децембар 2013) био је српски пјевач, композитор и текстописац, један од најцјењенијих пратећих гласова крајишке изворне пјесме, оснивач и вођа крајишког састава Јандрино јато и оснивач и вођа крајишког састава Јандрино ново јато.

## Биографија
Јандрија Баљак (Јандро Баљак, Јандре Баљак) рођен је у Братишковцима, код Шибеника, 21. новембра 1938. године. Отац му се звао Стеван. Јандре је име добио по стрицу, који се такође звао Јандрија.
Музиком се почиње бавити још у раној младости (са оцем и стрицем почео је пјевати још са седам година), бавећи се локалним музичким изричајем. Године 1979. на подручју тадашње општине Шибеник, на простору Сјеверне Далмације, оснива музички састав Јандрино јато. У првим годинама састав је носио име АММБАЈА, по првим члановима састава, међу којима је био и БАљак ЈАндрија. Име Јандрино јато састав је добио десетак година касније (1989. године), по најстаријем пјевачу, ветерану Јандрији Баљку.
Неуморни весељак и пјевач од ране младости, Јандрија Баљак је гајио изворну пјесму и пјевање свог завичаја, годинама учествујући на бројним сајмовима, зборовима и сијелима, поставши тако симбол пјесме родног краја и шире околине. На тај начин, постао је магнет за љубитеље пјесме и пјевања, па су пјевачи из његовог завичаја почели дружење са њим и тако је настала група Јандрино јато. Један од првих звучних записа ове групе јесте њихов наступ на сајму у Ђеврскама код Книна, на Илиндан 1980. године.
Десетак година након оснивања, оформио се подмлађени састав ове пјевачке групе. Састав наступа на бројним фолклорним сусретима и приредбама широм Далмације, па и шире.На Седмом Сијелу Тромеђе, које је одржано у августу 1989. године у Стрмици, код Книна, Јандрино јато је проглашено за најбољу пјевачку групу године. Након овог успјеха, позвани су на Бемус 1989. године (Концерт изворног стваралаштва најбољих извођача из Југославије), гдје је њихов наступ одушевио Београђане.
Први албум са овом групом Јандрија Баљак издаје за београдски ПГП РТБ 1990. године. У овој групи наступа као пратећи вокал и као вођа састава. До почетка рата, са својом групом је снимио још један музички албум, такође за ПГП РТБ. Током рата, 1993. године, излази још један албум, за београдски ПГП РТС. Након прогона Срба из Републике Српске Крајине, 1995. године, издају албум за издавачку кућу Нина трејд из Београда (из Сурчина). Након тога, Јандре напушта Јандрино јато, а издавачка кућа Нина трејд 1996. године издаје три албума који су били репринт албума из 1990, 1991. и 1993. године.
Године 1995. у Бањалуци настаје музички састав Јандрино ново јато. И овај састав је формирао Јандрија Јандро Баљак, након што се растао са бившом групом и то опјевао (као дијалог између себе и супруге Маре) у пјесми Мара. Његова бивша група задржала је старо име, без обзира на Јандрин одлазак. И Јандрино ново јато је добило име по по свом оснивачу, ветерану Јандрији Баљку. У периоду од 1997. до 1999. године издали су три музичка албума (1997, 1998. и 1999. године). Албум из 1999. године био је посљедњи албум који је снимила група Јандрино ново јато. Све своје албуме снимили су за издавачку кућу Реноме из Бијељине.
Јандрија Баљак се 2000. године враћа у родно мјесто, али, када може, наступа са групом Јандрино ново јато. Године 2006, са Светланом Спајић, учествује у оснивању етно-групе Жегар живи и престаје бити активан у Јандрином новом јату.
Током каријере, са различитим групама, издао је преко 10 албума и снимио преко 90 пјесама.
Јандрија Баљак је био познат по специфичној боји гласа и сматрао се, и сматра се, једним од најбољих пратећих вокала крајишке изворне пјесме. Такође, бавио се и компоновањем и писањем текстова за пјесме које је изводио. Аутор је већег броја крајишких пјесама.
Преминуо је 20. децембра 2013. године у родним Братишковцима, код Шибеника. Сахрањен је 22. децембра 2013. на локалном гробљу у родном селу.

## Приватни живот
Био је ожењен са супругом Маром, са којом је стекао породицу (дјецу, унучад и праунучад). Породица му се након избјеглиштва настанила у Бањалуку. Синoви му се зову Невен и Јавор. Унучад му се зову Стефан, Невена и Јандријана, а праунук Немања.